# Moldava (comune)
Moldava è un comune della Repubblica Ceca facente parte del distretto di Teplice, nella regione di Ústí nad Labem.